# Andreas Gerster

Andreas Gerster (Vaduz, 24 de noviembre de 1982) es un futbolista internacional proveniente de Liechtenstein, que juega como centrocampista. Gerster juega para el FC Triesenberg, aunque también ha jugado en el FC Vaduz, el TSV Hartberg y en el USV Eschen/Mauren.